# WINE@Etersoft
WINE@Etersoft — программный продукт, основанный на исходном коде свободного проекта Wine, предназначенный для запуска Windows-приложений на операционных системах семейства Linux и на ОС FreeBSD. Разрабатывается петербургской компанией Etersoft. WINE@Etersoft ориентирован на работу таких популярных российских приложений для бизнеса, как 1С:Предприятие, КонсультантПлюс, Гарант, КОМПАС-3D, система сдачи отчётности в электронном виде СБиC++. В отличие от обычного Wine, в нём реализована поддержка ключей защиты и работа в многопользовательском режиме. 
Продукт WINE@Etersoft является коммерческим, однако имеется свободная сборка. Версия WINE@Etersoft Local распространяется бесплатно для частного использования. Для версии WINE@Etersoft Network существует образовательная лицензия, бесплатно предоставляемая учебным заведениям России, Украины, Беларуси и Казахстана. Продукт WINE@Etersoft School передаётся бесплатно общеобразовательным учреждениям России, получавшим ПШПО.

## История
WINE@Etersoft вышел в продажу в 2006 году. Первоначально продукт был ориентирован на работу наиболее популярных российских бизнес-приложений (1С:Предприятие, КонсультантПлюс, Гарант, Кодекс). Были выпущены сборки WINE@Etersoft под такие операционные системы, как ALT Linux, Fedora Core, Debian 3.1, Mandriva, Slackware, SUSE и FreeBSD.
В 2008 году программный продукт WINE@Etersoft стал победителем в номинации "Технология года" премии CNews AWARDS.
В 2010 году был выпущен продукт WINE@Etersoft School, бесплатно распространяемый среди школ России и ориентированный на запуск в Linux образовательных приложений. 
В конце 2011 года вышла версия WINE@Etersoft 2.0, основным достижением которой стала поддержка сертификатов ЭЦП КриптоПро CSP.
В начале 2022 года выходит новая версия программного продукта WINE@Etersoft Enterprise, главным нововведением в релизе стала полная поддержка системы проектирования КОМПАС-3D v20 и машиностроительных приложений
29 июня 2022 года объявлен выход нового релиза WINE@Etersoft 7.6.2. Отличительной особенностью релиза является поддержка КОМПАС-3D v21. Примечательно, что новая версия КОМПАС-3D вышла 1 июля и сразу была доступна для работы в Linux с помощью WINE@Etersoft
24 августа 2022 года состоялся очередной релиз WINE@Etersoft 7.15. Разработчики заявили поддержку следующих программ: Renga, АПМ, SmetaWizard, ППДГР Также была заявлена поддержка следующих ОС: RedOS 7.3.1, Debian 10, Debian 11, Ubuntu 20.04, Ubuntu 22.04

## Версии WINE@Etersoft
- WINE@Etersoft Local позволяет работать с Windows-приложениями на платформе Linux в рамках одного рабочего места. Не поддерживается совместная работа с файлами и работа с сетевыми ресурсами[12]

- WINE@Etersoft Network предназначен для организации совместной работы с приложениями и общими ресурсами по сети[13]

- WINE@Etersoft SQL, помимо одновременной работы с ресурсами, обеспечивает возможность работы приложений с SQL-серверами и dbf файлами[14]

- WINE@Etersoft CAD — версия WINE@Etersoft, ориентированная на работу в Linux CAD-систем. В настоящий момент реализована поддержка системы КОМПАС-3D V10. В дальнейшем планируется обеспечить работу прочих версий КОМПАС-3D и других популярных CAD-систем (AutoCAD, Plantracer, BricsCAD др.)[15]

- WINE@Etersoft School ориентирован на запуск в Linux образовательных приложений, в первую очередь, 1С:Хронограф.[16] Заменена на специальную образовательную лицензию WINE@Etersoft Network[17]